# 할렘

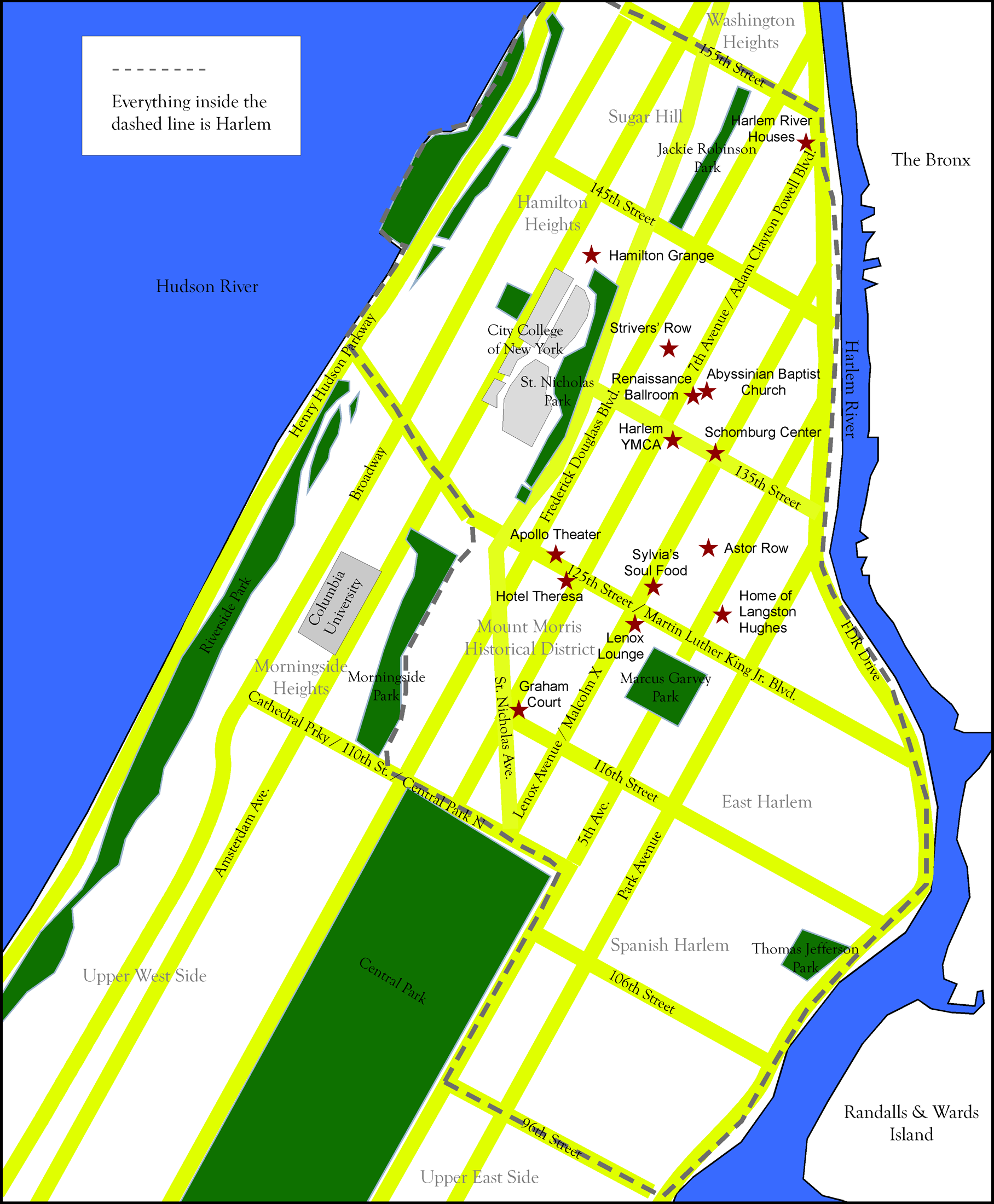

할렘(Harlem)은 미국 뉴욕 시 맨해튼 북부 미국 최대의 흑인 거주구이다. 센트럴파크 북쪽 116번가에서 155번가에 걸쳐 있다. 빈민가 혹은 흑인 빈민가를 지칭하는 대명사로도 사용된다.
1658년 뉴네덜란드의 총독 페터 스토이베산트가 네덜란드의 도시 하를럼을 따서 이름을 지어 정착지를 설립한 것이 기초이다. 미국독립전쟁 때에는 조지 워싱턴이 롱아일랜드 섬으로부터 후퇴하면서 자기의 군대를 재편성하여 지금의 할렘에서 전투를 가진 적이 있다. 18세기를 거치면서, 할렘은 농장과 설교 지역이었고 19세기에 와서 집들이 여름 별장으로 쓰이면서 유행적인 거주지역이 되었다. 1880년대의 빌딩 붐이 일어나면서 아파트들이 들어섰다. 미국 남부에서 들어온 흑인들이 정착하기 시작하면서 제1차 세계대전때에 흑인들의 거주, 상업 지대로 단단히 설립되었다. 전쟁이 끝나자, 할렘 르네상스가 발달하였다.
할렘에 들어오는 흑인들이 계속 늘어나면서 질병, 빈곤, 실업 등의 문제들이 생겨 결국 빈민가를 이루고 말았다. 1980년대에 와서 공동 주택 공급, 더 나은 의료 시설 등의 개발을 추진하였다.
할렘의 동부에는 푸에르토리코인들이 살고 있으며, "스패니시 할렘"이라 불린다.

## 문화
1920년대와 1930년대에 센트럴과 웨스트 할렘은 미국 흑인 사회에서 전례 없는 예술 작품이 쏟아져 나온 "할렘 르네상스"의 중심지였다. 할렘 음악가와 작가는 특히 잘 기억되지만, 이 커뮤니티에는 수많은 배우과 극단(New Heritage Repertory Theatre, National Black Theatre, Lafayette Players, Harlem Suitcase Theatre, The Negro Playwrights, American Negro Theatre 및 Rose를 포함)도 주최했다.
아폴로 극장(Apollo Theatre)은 1934년 1월 26일 125번가에 이전 해학적 건물로 개관했다. 레녹스 애비뉴(Lenox Avenue)에 있는 사보이 볼룸(Savoy Ballroom)은 스윙 댄스로 유명한 장소였으며 당시 인기 곡인 "Stompin' at the Savoy"로 불멸의 존재가 되었다. 1920년대와 1930년대에는 할렘 중심부의 레녹스와 7번가 사이에 주류 밀매점, 지하 저장고, 라운지, 카페, 선술집, 저녁 클럽, 립 조인트, 극장, 댄스홀, 바 및 그릴을 포함하여 125개가 넘는 엔터테인먼트 장소가 운영되었다.
"스윙 스트리트"로 알려진 133번가는 금지 시대에 카바레, 주류 밀매점, 재즈 현장으로 유명해졌으며, 거리에 여러 인종이 뒤섞여있었기 때문에 "정글 앨리"라고 불렸다. 듀크 엘링턴(Duke Ellington)이 연주했던 코튼 클럽(Cotton Club)과 코니스 인(Connie's Inn)을 포함한 일부 재즈 공연장은 백인들만 출입할 수 있었다. 르네상스 볼룸(Renaissance Ballroom)과 사보이 볼룸을 포함한 다른 곳도 통합되었다.
1936년 오슨 웰스(Orson Welles)는 할렘의 라파예트 극장(Lafayette Theatre)에서 그의 흑인 맥베스(Black Macbeth)를 공연했다. 19세기 후반과 20세기 초반의 대극장은 헐리거나 교회로 개조되었다. 할렘에는 2006년 135번가의 오래된 크로톤 수로 건물에 게이트하우스 극장이 설립될 때까지 영구 공연 공간이 부족했다.
1965년부터 2007년까지 이 지역 사회에는 순회 합창단이자 대부분이 흑인인 어린 소년들을 위한 교육 프로그램인 할렘 소년 합창단(Harlem Boys Choir)이 있었다. 할렘소녀합창단은 1989년 창단되어 소년합창단과 함께 폐막되었다.
1967년부터 1969년까지 할렘 문화 축제가 마운트 모리스 공원에서 열렸다. 이 축제의 또 다른 이름은 "Black Woodstock"이다. 스티비 원더, The 5th Dimension, 글래디스 나이트와 같은 아티스트가 이곳에서 공연했다.
할렘은 또한 미국 내 아프리카 디아스포라 문화를 기념하는 가장 큰 아프리카계 미국인의 날 퍼레이드(African American Day Parade)가 열리는 곳이기도 하다. 퍼레이드는 1969년 봄에 하원 의원 애덤 클레이튼 파월 주니어(Adam Clayton Powell Jr.)가 첫 번째 축하 행사의 대원수로 시작되었다.
뉴욕 시립 발레단의 무용수였던 아서 미첼(Arthur Mitchell)은 1960년대 후반에 클래식 발레 및 연극 훈련을 위한 학교이자 회사로 할렘 댄스 극장(Dance Theatre of Harlem)을 설립했다. 회사는 국내외를 순회했다. 여러 세대의 연극 예술가들이 학교에서 시작했다.
2010년대에는 프레데릭 더글러스 블러버드(Frederick Douglass Boulevard) 주변의 할렘에 새로운 다이닝 핫스팟이 문을 열었다. 동시에, 일부 주민들은 인근 지역이 겪고 있는 강력한 젠트리피케이션의 물결에 맞서 싸웠다. 2013년에 주민들은 150번가의 매콤 플레이스(Macomombs Place)를 폐쇄하는 주 5일 농산물 시장에 항의하기 위해 보도 농성을 벌였다.
업타운 나이트마켓은 요리, 커뮤니티, 문화를 기념하기 위해 2021년에 설립되었다. 맨해튼에서 가장 큰 야시장 중 하나이다. 주요 볼거리로는 음악 공연, 예술 및 공예 쇼, 음식 등이 있다.

## 같이 보기
- 데이비드 패터슨